# Општина Бутеа (Јаши)
Бутеа (рум. Butea) општина је у Румунији у округу Јаши.
Oпштина се налази на надморској висини од 230 m.